# Врећа за спавање
Врећа за спавање је заштитна врећа у којој особа може да спава  као и у кревету. Њена основна сврха је да пружи топлоту и изолацију, при чему до одређене мере штити од ветра, падавина и скрива од погледа. Базни део вреће за спавање је углавном направљен тако да ублажава непријатне неравнине на земљи али се за још боље ублаживање комбинује са подлогама направљеним за ову сврху.
Шатор је по скоро свим аспектима удобности и заштите бољи од вреће за спавање с тим да је већи и тежи а тиме и гломазнији за ношење. Врећа за спавање се може користити у комбинацији са шатором јер, 
на пример, не пропушта воду која може продрети у шатор током невремена.